# Ana Yetano
Ana Yetano Laguna (Zaragoza, 1946) es una historiadora, investigadora y profesora titular del Departamento de Historia Moderna y Contemporánea de la UAB.

## Investigación
Sus líneas de investigación son la mujer y la vida religiosa, las comunidades femeninas de vida religiosa en el siglo XIX, el movimiento de las nuevas congregaciones femeninas de vida mixta (claustral y de actividad social) y sus aspectos religiosos, jurídico-canónicos, sociológicos, culturales y de género en Cataluña y España, la Iglesia y la sociedad en el XIX y XX y la educación religiosa en el XIX y XX.

## Obras
Libros editados y dirigidos
– La enseñanza religiosa en la España de la Restauración (1900-1920).
– Las iglesias cristianas en la Europa de los siglos XIX y XX.
– Las iglesias cristianas ortodoxas de la Europa oriental (siglos XIX y XX).
– Ana Yetano (coord.), Mujeres y culturas políticas en España. 1808-1845. UAB, 2013.

Artículos y capítulos de libro
– Ana Yetano, “Mujer, identidad y religión. Proceso de cambio de la condición femenina
en el interior de una sociedad católica. Catalunya, final del siglo XVIII y primera mitad
del XIX”, en Ana Yetano (coord.): Mujeres y culturas políticas en España. 1808-1845.
UAB, 2013, pp. 42-53 
– Ana Yetano, “Las misiones populares en la historia de la nueva religiosidad femenina.
La Catalunya rural de la 2ª mitad del s. XVIII y la primera mitad del XIX”, en Ana
Yetano (coord.): Mujeres y culturas políticas en España. 1808-1845. UAB, 2013, pp.
42-53, pp. 161-182. 
– Ana Yetano, “Las Congregaciones religiosas femeninas en el siglo XIX. El tema de la
obtención de su nuevo estatuto jurídico-canónico y su interés historiográfico”, Spagna Contemporanea, núm 36, 2009, pp. 13-43.
– Ana Yetano, “Con toca. Mujeres y trabajo hospitalario, avances en tiempos convulsos.
Las Hermanas de la Caridad, Manuscrits. núm 27, 2009. pp. 113-139.
– Ana Yetano, “El proceso de definición del modelo femenino congregacionista en
España: la intervención decisiva del filojesuita P. Antoni Maria Claret”, en S.
Mostaccio, M. Caffiero, J. de Maeyer, P.A. Fabre et A. Serra (eds.), Échelles de
pouvoir, rapports de genre. Femmes, jésuites et modèle ignatien dans le long XIX ème
siècle, Presses Universitaires de Louvain, 2014, pp. 177-195.
– Las Congregaciones religiosas femeninas en el XIX. El tema de la obtención de su nuevo estatuto jurídico canónico y su interés historiográfico.
– Claret desde la perspectiva de la historia de la Contrarreforma: Aspectos de su espiritualidad y apostolado.
– Congregaciones religiosas femeninas: algunos datos sobre el movimiento fundacional en Cataluña durante el siglo XIX.
– Contribución a un estudio de la sociedad zaragozana de fines del siglo XIV y principios del XV según un libro de cuentas.
– La pariente pobre. Historia social e ideologías de las sociedades y otros ensayos sobre historia, de Georges Duby.
– El fracaso del catolicismo liberal. Fernando de Castro y el problema religioso de su tiempo, de José Luis Abellán: Libros.
– El voto obrero. La rosa de fuego: El obrerismo barcelonés, de Joaquín Romero Maura: Ensayo
– Salvador Segui: el Noi del Sucre, de Manuel Cruells: El anarquismo catalán
– Líderes obreros: biografías, de Heleno Saña: Veinte vidas.

Colaboraciones en obras colectivas
– La historia religiosa contemporánea en la universidad española
– Medio conventual y "alma femenina".
– Congregaciones religiosas, orígenes rurarles y actuación urbana en el marco de la configuración de la Cataluña y el Euzkadi contemporáneos